# Rockin' All Over the World (album)
Rockin' All Over the World è il decimo album in studio pubblicato dalla rock band inglese Status Quo, uscito per la prima volta nel novembre del 1977.

## Il disco

### Concezione
Nel 1977 gli Status Quo decidono di realizzare un album dal taglio sonoro più orecchiabile e radiofonico, con l'obiettivo di ampliare ancor di più la gamma di pubblico cui rivolgersi. A tal fine, dopo anni di autoproduzione discografica, si affidano alla guida del produttore Pip Williams, noto negli ambienti musicali britannici per le idee innovative e la capacità di utilizzare al meglio le nuove tecniche di incisione anche con l'uso di sintetizzatori.

### Contenuti
Con Williams in sala d'incisione, gli Status Quo si aprono ad arrangiamenti più elaborati, tenui e ingentiliti. Sin dalle note iniziali di Hard Time, brano di apertura del disco, si coglie un sound assai diverso da quello sporco e ruvido che aveva connotato i lavori della band fino all'anno precedente.
Diviene frequente l'uso delle tastiere, le percussioni sono arricchite dalla presenza di tamburelli, conga e bongos e, nel brano Baby Boy, viene utilizzato anche il sitar. Soprattutto, cospicuo è il ricorso a sintetizzatori e a tecniche di registrazione (sovraincisioni, effetti in dissolvenza, etc.) piuttosto evolute: Rockin' All Over the World è uno dei primi album incisi nel Regno Unito tramite l'utilizzo degli Aphex Aural Exciter, sintetizzatori di nuova generazione.

### Accoglienza
L'eterogeneità e l'innovativa indole stilistica del prodotto vengono molto elogiati dalla critica, mentre più cauto è invece il giudizio del pubblico più fedele, in parte spiazzato dall'inatteso cambio di direzione della band.
L'album riesce a riscuotere un buon successo commerciale ma senza conseguire i travolgenti livelli di vendita dei lavori precedenti: sale al quinto posto delle classifiche inglesi e deve molto della sua fama alla grande affermazione dell'omonimo singolo, rapidamente diventato uno degli inni del gruppo.
Singoli: Rockin' All Over the World (n. 3 in UK).
In alcuni paesi viene estratto e pubblicato con un buon successo anche il singolo a doppio "lato A" Rockers Rollin'/Hold You Back (al n. 8 nei Paesi Bassi, n. 15 in Belgio, n. 30 in Germania).

## Tracce
Lato A
1. Hard Time – 4:45 (Rossi/Parfitt)
2. Can't Give You More – 4:15 (Rossi/Young)
3. Let's Ride – 3:03 (Lancaster)
4. Baby Boy – 3:12 (Rossi/Young)
5. You Don't Own Me – 3:03 (Lancaster/Green)
6. Rockers Rollin' – 4:19 (Parfitt/Lynton)

Lato B
1. Rockin' All Over the World – 3:33 (Fogerty)
2. Who Am I? – 4:30 (Williams/Hutchins)
3. Too Far Gone – 3:08 (Lancaster)
4. For You – 3:01 (Parfitt)
5. Dirty Water – 3:51 (Rossi/Young)
6. Hold You Back – 4:30 (Rossi/Young/Parfitt)

Tracce bonus dell'edizione CD 2005
1. Getting Better (originariamente incisa nel 1976 per il documentario musicale All This and World War II) – 2:21 (Lennon/McCartney)

## Deluxe Edition 2015
Il 4 dicembre 2015, viene pubblicata la deluxe edition dell'album contenente due CD.
Nel primo disco viene riprodotto fedelmente l'album del 1977, con il sound completamente restaurato e rimasterizzato.
Nel secondo CD, invece, vengono inserite le medesime canzoni del primo disco (sparse in ordine diverso) completamente modificate, grazie ad un nuovo lavoro di "remix" svolto da John Eden, lo storico ingegnere del suono ancora in possesso di tutte le incisioni originali del 1977.
Con l'intento di abbandonare la leggera impostazione originale ed aprire il sound alla dimensione più "dura" amatissima dai fan, Eden provvede a rivisitare tutti i brani, limitando notevolmente l'incidenza delle tastiere e dotandoli di un nuovo e più incisivo arrangiamento musicale, assai vicino a quello degli album incisi dalla band fino all'anno prima.
Inoltre, viene data evidenza a lunghe sezioni strumentali (specie molti duetti chitarristici tra Rossi e Parfitt) che nel disco originale erano state omesse per ragioni di spazio.
Vengono inclusi anche 4 brani in versione demo.
Il libretto, oltre a varie foto del periodo di incisione dell'album, contiene delle ampie note illustrative redatte a cura di Dave Ling, critico delle riviste musicali britanniche Classic Rock e Metal Hammer.

### Tracce Deluxe Edition
CD 1
Contiene l'album originale del 1977, in versione restaurata e rimasterizzata.
1. Hard Time – 4:45 (Rossi/Parfitt)
2. Can't Give You More – 4:15 (Rossi/Young)
3. Let's Ride – 3:03 (Lancaster)
4. Baby Boy – 3:12 (Rossi/Young)
5. You Don't Own Me – 3:03 (Lancaster/Green)
6. Rockers Rollin' – 4:19 (Parfitt/Lynton)
7. Rockin' All Over the World – 3:33 (Fogerty)
8. Who Am I? – 4:30 (Williams/Hutchins)
9. Too Far Gone – 3:08 (Lancaster)
10. For You – 3:01 (Parfitt)
11. Dirty Water – 3:51 (Rossi/Young)
12. Hold You Back – 4:30 (Rossi/Young/Parfitt)

CD 2
Contiene l'album in versione remix 2015, più quattro demo.
1. Hold You Back – 5:10 (Rossi/Young/Parfitt)
2. Baby Boy – 3:18 (Rossi/Young)
3. Rockers Rollin' – 4:42 (Parfitt/Lynton)
4. Who Am I? – 5:11 (Williams/Hutchins)
5. Rockin' All Over the World – 3:51 (Fogerty)
6. Dirty Water – 4:16 (Rossi/Young)
7. Can't Give You More – 5:26 (Rossi/Young)
8. Let's Ride – 3:05 (Lancaster)
9. For You – 3:08 (Parfitt)
10. Too Far Gone – 3:09 (Lancaster)
11. You Don't Own Me – 3:29 (Lancaster/Green)
12. Hard Time – 4:39 (Rossi/Parfitt)
13. Dirty Water (Primo demo 1976) – 3:08 (Rossi/Young)
14. Baby Boy (Primo demo 1976) – 2:49 (Rossi/Young)
15. Hard Time (Primo demo 1976) – 4:47 (Rossi/Parfitt)
16. Hold You back (Primo demo 1976) – 3:41 (RossiYoung//Parfitt)

## Formazione
- Francis Rossi (chitarra solista, voce)
- Rick Parfitt (chitarra ritmica, voce), sitar elettrico nel brano Baby Boy
- Alan Lancaster (basso, voce)
- John Coghlan (percussioni)

## Altri musicisti
- Andy Bown (tastiere)
- Frank Ricotti (percussioni)

## British album chart
| Posizione | 6 | 5 | 6 | 10 | 12 | 12 | 15 | 17 | 23 | 23 | 37 | 33 | 34 | 38 | 55 | uscito |